# 科霍芬山
47°23′36″N 13°54′47″E / 47.393236°N 13.912983°E

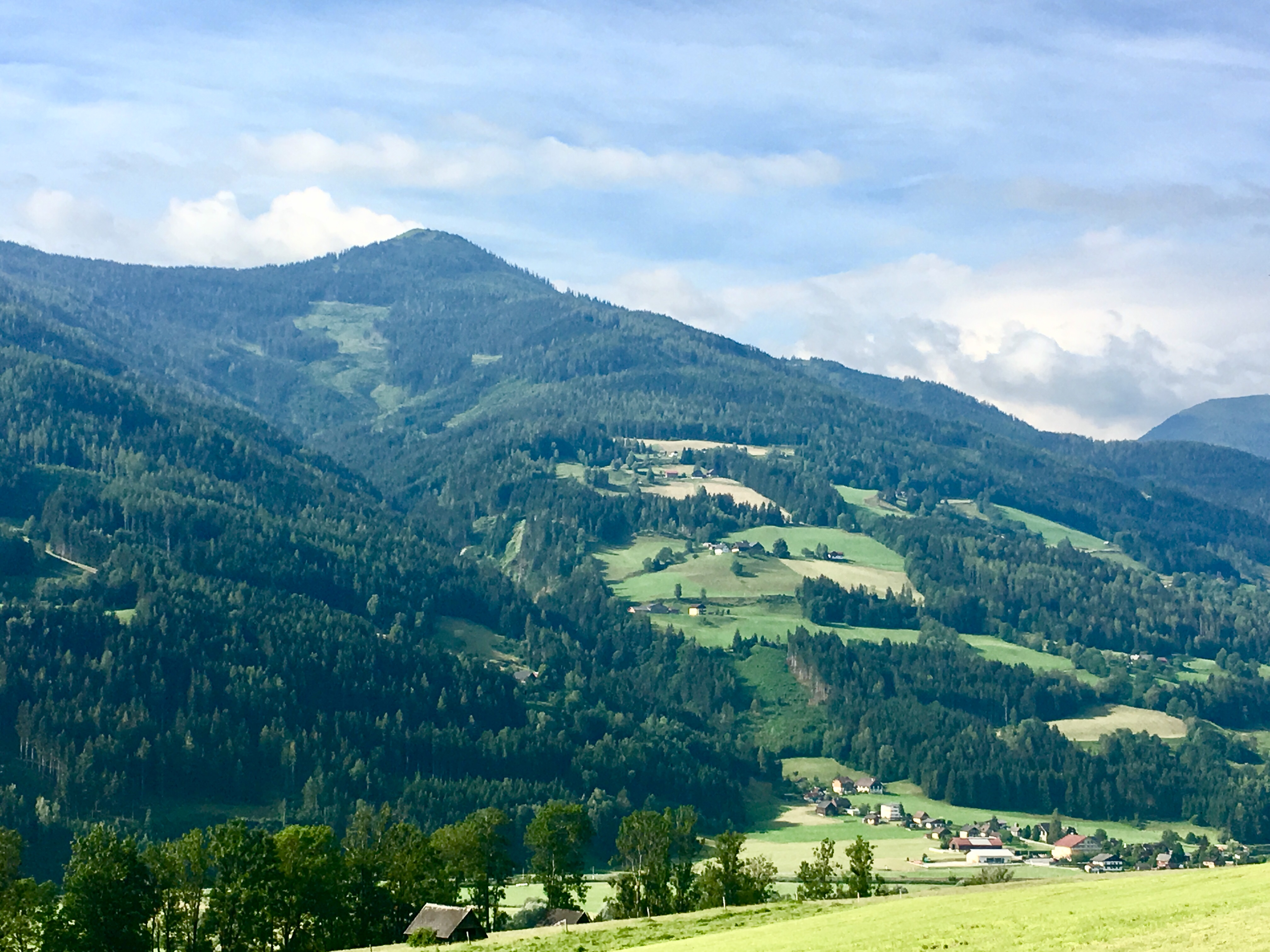

科霍芬山（德語：Kochofen），是奧地利的山峰，位於該國東南部，由施泰爾馬克州負責管轄，屬於施拉德明陶恩山脈的一部分，海拔高度1,916米，每年平均降雨量2,029毫米。